# Tòtem i tabú
Tòtem i tabú (en alemany Totem und Tabu: Einige Übereinstimmungen im Seelenleben der Wilden und der Neurotiker) és un llibre de 1913 de Sigmund Freud.
Es tracta d'una col·lecció de quatre assaigs publicats per primera vegada en la revista Imago (1912-13) l'ús de l'aplicació de la psicoanàlisi per als camps de l'arqueologia, l'antropologia, i l'estudi de la religió: "l'horror l'incest", "l'ambivalència Taboo i emocional", "L'animisme, la màgia i l'omnipotència del pensament", i "El retorn del totemisme en la infància".
L'obra, en termes generals, tracta de cercar una explicació al tabú pel qual certes tribus antigues i primitives desenvolupen un temor supersticiós a l'incest. El tòtem és una figura que representa la unió d'un grup, no per llaços de consanguinitat, sinó per pertànyer a la mateixa imatge totèmica, que pot ser un animal, una planta o una força natural (llamp, foc, etc.). Aquesta figura totèmica representava els llaços familiars d'un grup, en el qual no es podien contraure relacions, ja que eren considerades incestuoses.
Algunes tribus australianes imposaven el costum que el germà baró al complir la seua majoria d'edat, havia de retirar-se de la llar i no podia asseure's a menjar al costat de la seua germana; així, els llaços eren trencats una vegada que aquest entrava en l'etapa de la pubertat, i de la mateixa manera s'allunyava de la mare.

## Critiques
Géza Róheim, va considerar Tòtem i tabú, una de les grans fites en la història de l'antropologia, només comparable a l'obra Cultura primitiva de Edward Burnett Tylor i a l'obra La Branca Daurada de Sir James George Frazer.
René Girard assenyala que "Les crítiques contemporànies són gairebé unànimes, les teories i la recerca que s'exposen a Tòtem i tabú són inacceptables", i que "tothom sembla decidit a cobrir  Tòtem i Tabú amb l'oprobi i la condemna de l'oblit."